# Vithika Yadav
Vithika Yadav (21 de diciembre de 1980, Alwar, Rayastán) es una activista por los derechos humanos india.

## Biografía y trayectoria
Yadav creció en un entorno familiar dialogante, donde le enseñaron a preocuparse por la justicia, el respeto y la igualdad. Expresar su opinión y hacerse preguntas por su entorno le ayudaron a conectar sus experiencias vitales con los problemas de la sociedad.
Estudió en la Universidad de Delhi y posteriormente en la Escuela de Liderazgo Creativo THNK de Amsterdam. En 2007 fue galardonada con la beca Atlas Corps en la categoría de joven líder emergente y profesional del desarrollo de la India para prestar servicios en Estados Unidos.
En la India, trabajó como becaria y como consultora para Free the Slaves, una organización no gubernamental internacional y grupo de presión, creado para hacer campaña contra la práctica moderna de la esclavitud en todo el mundo. También fue consultora en la oficina de las Naciones Unidas contra las drogas y el delito contra la trata de personas. Fue coordinadora de proyectos para BBC World Service Trust (renombrada como BBC Media Action), la organización benéfica de desarrollo internacional de la BBC, financiada por subvenciones externas y contribuciones voluntarias, cuyo objetivo es utilizar los medios de comunicación para reducir la probreza, mejorar la salud e informar a las personas de sus derechos.
El activismo de Yadav está enfocado en los derechos humanos, luchando contra la trata de personas, la esclavitud, los derechos de género, los derechos de salud sexual y reproductivos (SRHR).
Es la directora nacional del programa Love Matters de la India, que proporciona información sobre el amor y el sexo, independientemente del género y la orientación sexual. Este programa se ideó en noviembre de 2010 en los Países Bajos, de la mano de Michele Ernsting y Michelle Chakkalackal con la productora de medios de comunicación independientes RNW Media y posteriormente se lanzó en la India en 2011. Esto se produjo tras la prohibición de la educación sexual en varias regiones de la India en los años anteriores.
Es también conferenciantes de TedX y da charlas en IIT Roorkee, TEDxJIET, SIMS Pune y en la Academia Hauge.
Yadav fue una de las cinco protagonistas del documental #Female Pleasure, dirigido por la cineasta suiza Barbara Miller y estrenado en el Festival de Locarno 2018. La película habla sobre la sexualidad en el siglo XXI desde la perspectiva de una mujer y sobre la continua represión de las mujeres en las estructuras patriarcales.

## Premios y reconocimientos
- 2016: 120 Under Forthy: The new generation of family planning leaders.[16][17]
- 2007: Atlas Corps Fellowship.[18]